# Phlegmariurus bolanicus
Phlegmariurus bolanicus är en lummerväxtart som först beskrevs av Rosenst., och fick sitt nu gällande namn av A. R.Field och Bostock. Phlegmariurus bolanicus ingår i släktet Phlegmariurus och familjen lummerväxter. Inga underarter finns listade i Catalogue of Life.